# Campeonato Mundial de Esquí Nórdico de 1993
El XL Campeonato Mundial de Esquí Nórdico se celebró en la localidad de Falun (Suecia) entre el 19 y el 28 de febrero de 1993 bajo la organización de la Federación Internacional de Esquí (FIS) y la Federación Sueca de Esquí.

## Esquí de fondo

### Masculino
| Evento                                | Oro                                                                                 | Plata                                                                                      | Bronce                                                                                    |
| ------------------------------------- | ----------------------------------------------------------------------------------- | ------------------------------------------------------------------------------------------ | ----------------------------------------------------------------------------------------- |
| 10 km EC (20.02)                      | Sture Sivertsen · Noruega · 24:51,6                                                 | Vladimir Smirnov · Kazajistán · 24:55,5                                                    | Vegard Ulvang · Noruega · 24:58,1                                                         |
| 12,5 km + 12,5 km persecución (24.02) | Bjørn Dæhlie · Noruega · 1:01:45,0                                                  | Vladimir Smirnov · Kazajistán · 1:01:45,0                                                  | Silvio Fauner · Italia · 1:02:55,5                                                        |
| 30 km EC (20.02)                      | Bjørn Dæhlie · Noruega · 1:17:33,6                                                  | Vegard Ulvang · Noruega · 1:17:55,0                                                        | Vladimir Smirnov · Kazajistán · 1:17:55,3                                                 |
| 50 km EL (28.02)                      | Torgny Mogren · Suecia · 2:03:36,8                                                  | Hervé Balland Francia 2:04:30,9                                                            | Bjørn Dæhlie · Noruega · 2:05:10,3                                                        |
| Relevo 4 × 10 km (26.02)              | Noruega · Sture Sivertsen · Vegard Ulvang · Terje Langli · Bjørn Dæhlie · 1:44:14,9 | Italia · Maurilio De Zolt · Marco Albarello · Giorgio Vanzetta · Silvio Fauner · 1:44:24,5 | Rusia · Andrei Kirilov · Igor Badamshin · Alexei Prokurorov · Mijail Botvinov · 1:44:27,2 |

## Salto en esquí
| Evento                              | Oro                                                                                | Plata                                                                                    | Bronce                                                                                  |
| ----------------------------------- | ---------------------------------------------------------------------------------- | ---------------------------------------------------------------------------------------- | --------------------------------------------------------------------------------------- |
| Trampolín normal individual (27.02) | Masahiko Harada Japón 237,8 pts.                                                   | Andreas Goldberger · Austria · 231,3 pts.                                                | Jaroslav Sakala · República Checa · 228,2 pts.                                          |
| Trampolín grande individual (21.02) | Espen Bredesen · Noruega · 241,4                                                   | Jaroslav Sakala · República Checa · 239,1                                                | Andreas Goldberger · Austria · 237,6                                                    |
| Trampolín grande por equipo (19.02) | Noruega · Bjørn Myrbakken · Helge Brendryen · Øyvind Berg · Espen Bredesen · 821,5 | República Checa · František Jež · Jiří Parma · Jaroslav Sakala · Martin Švagerko · 772,1 | Austria · Ernst Vettori · Heinz Kuttin · Stefan Horngacher · Andreas Goldberger · 745,4 |

## Combinada nórdica
| Evento                        | Oro                                                     | Plata                                                                             | Bronce                                                               |
| ----------------------------- | ------------------------------------------------------- | --------------------------------------------------------------------------------- | -------------------------------------------------------------------- |
| TN + 15 km individual (18.02) | Kenji Ogiwara Japón                                     | Knut Tore Apeland · Noruega ·                                                     | Trond Einar Elden · Noruega ·                                        |
| TN + 3 × 10 km (19.02)        | Japón Takanori Kono Masashi Abe Kenji Ogiwara 1:19:25,7 | Noruega · Trond Einar Elden · Knut Tore Apeland · Fred Børre Lundberg · 1:22:72,0 | Alemania · Thomas Dufter · Jens Deimel · Hans-Peter Pohl · 1:27:56,2 |

## Medallero
| Núm. | País            | Oro | Plata | Bronce | Total |
| ---- | --------------- | --- | ----- | ------ | ----- |
| 1    | Noruega         | 6   | 3     | 5      | 14    |
| 2    | Rusia           | 3   | 2     | 3      | 8     |
| 3    | Japón           | 3   | 0     | 0      | 3     |
| 4    | Italia          | 2   | 3     | 1      | 6     |
| 5    | Suecia          | 1   | 0     | 0      | 1     |
| 6    | Kazajistán      | 0   | 2     | 1      | 3     |
| 6    | República Checa | 0   | 2     | 1      | 3     |
| 8    | Austria         | 0   | 1     | 2      | 3     |
| 9    | Finlandia       | 0   | 1     | 1      | 2     |
| 10   | Francia         | 0   | 1     | 0      | 1     |
| 11   | Alemania        | 0   | 0     | 1      | 1     |
|      | TOTAL           | 15  | 15    | 15     | 45    |